# Président de la république de Djibouti
Le président de la république de Djibouti (en arabe : رئيس جمهورية جيبوتي) est le chef de l'État et du gouvernement de la république de Djibouti.

## Système électoral
Le président de Djibouti est élu au scrutin uninominal majoritaire à deux tours, pour un mandat de cinq ans, renouvelable indéfiniment. Est élu le candidat recueillant la majorité absolue des suffrages exprimés au premier tour. À défaut, un second tout est organisé entre les deux candidats arrivés en tête au premier, et celui recueillant le plus de suffrages est déclaré élu.
La révision constitutionnelle de 2010 a raccourci la durée du mandat de six à cinq ans, et supprimé la limitation à deux mandats.